# Prima Categoria 1914-1915
La Prima Categoria 1914-1915 è stata la 18ª edizione della massima serie del campionato italiano di calcio, disputata tra il 4 ottobre 1914 e il 23 maggio 1915.
Il campionato fu sospeso a causa dell'ingresso dell'Italia nella prima guerra mondiale e mai più terminato; la vittoria del torneo fu assegnata al Genoa, al suo settimo titolo, per una decisione presa dalla FIGC nel periodo postbellico (ancorché le modalità e le tempistiche del provvedimento di attribuzione del titolo siano oggetto di dibattito storiografico).

## Stagione

### Novità

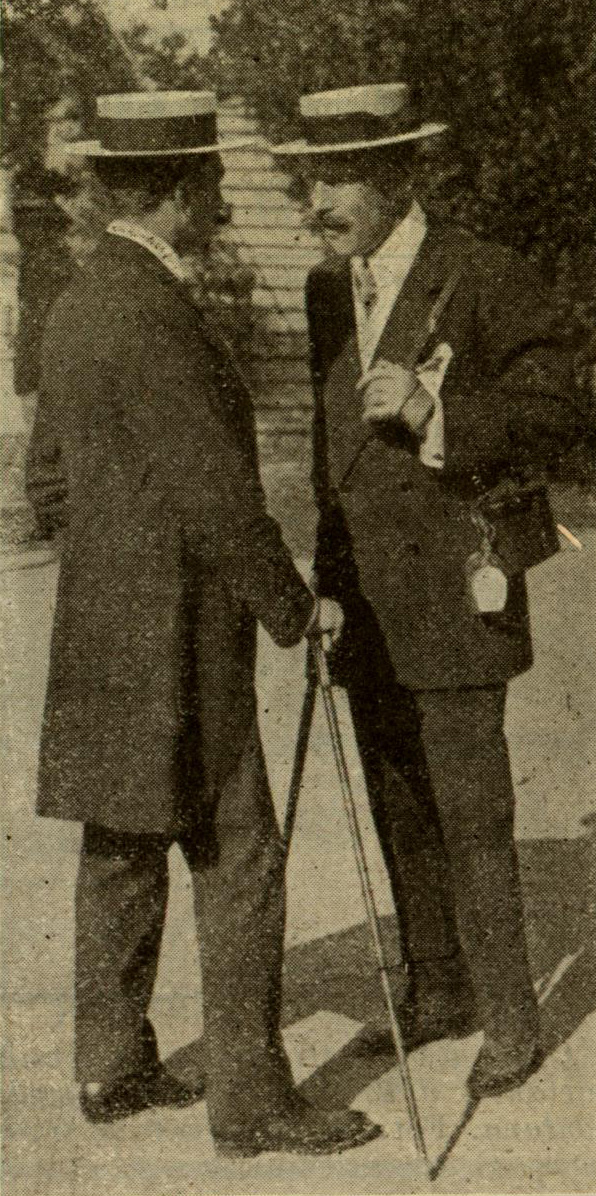
Emilio Valvassori (a destra), ideatore assieme a Luigi Faroppa dell'omonimo progetto di riforma del campionato.

Sempre più condizionata dalle piccole società, la Federazione ripescò le retrocesse continuando a inflazionare il campionato. La concessione che venne accordata alle grandi squadre all'assemblea federale del 2 agosto 1914 fu un nuovo format con minor spazio alle eliminatorie locali e maggiore per gli scontri a livello nazionale. Questa riforma non risolse tuttavia il problema, anzi lo aggravò, perché la fase regionale divenne un incomodo, con tante gare squilibrate atte solo a procurare infortuni ai giocatori, taluni oramai ingaggiati dalle grandi società con l'esborso di migliaia di lire. La soluzione della vertenza venne rinviata al 1915-1916, allorquando la Prima Categoria dell'Alta Italia sarebbe stata suddivisa in due tornei, una Categoria A e una Categoria B ciascuna di 18 squadre, sostanzialmente riportando il massimo campionato a una versione revisionata del progetto Valvassori-Faroppa, e istituendo una seconda categoria nazionale.
All'assemblea presero parte anche i delegati delle società romane, che protestarono per la negligenza della Federazione nei confronti del calcio centro-meridionale, ma senza risultati. Nel regolamento dei campionati 1914-15 gli articoli dal 5 al 13 (relativi ai campionati di Prima Categoria, Riserve, Promozione e Terza Categoria) riguardano implicitamente solo i gironi settentrionali, relegando agli articoli successivi (dal 14 al 16) il regolamento dei tornei di ogni categoria disputati nell'Italia Centrale, Meridionale e Insulare, a conferma di come la Federazione mettesse in secondo piano il movimento calcistico del Centro-Sud rispetto a quello del Nord; il Comitato Regionale Lazio, inoltre, chiese invano che i due campionati potessero concludersi a breve distanza l'uno dall'altro, onde evitare che la finalista peninsulare arrivasse a disputare la finalissima nazionale dopo uno stop di alcuni mesi e un inevitabile scadimento di forma, com'era accaduto nel biennio precedente.
La riunione, tenutasi la stessa domenica della dichiarazione di guerra della Germania alla Russia, si svolse tuttavia all'ombra delle ben più rilevanti notizie di politica internazionale, e già allora il completamento di quella stagione venne messo esplicitamente in dubbio. In particolare, i dubbi sull'opportunità di far disputare il campionato partirono proprio dal presidente federale Carlo Montù, il quale, in qualità di massimo dirigente del Rowing Club Italiano, sancì nella stessa estate la sospensione dell'attività canoistica nazionale; nel febbraio 1915 Montù giunse persino a rassegnare le dimissioni dalla carica presidenziale, salvo ritirarle subito dopo.
La mobilitazione preventiva dell'esercito, decisa da Vittorio Emanuele III, mise in seria difficoltà i numerosi club già penalizzati dalla partenza della classe 1894 per la leva obbligatoria, avvenuta tra il settembre e l'ottobre del 1914. Il Savoia di Milano rinunciò già dalla prima gara, e l'Itala Firenze addirittura prima della redazione dei calendari, mentre un mese di gioco bastò per stroncare l'esistenza del Piemonte. La situazione divenne ancor più grave nella primavera 1915, quando furono precettati i nati nel primo semestre della classe 1895, e ciò ben prima della mobilitazione generale stabilita dal Ministero della Guerra.

### Formula
Il torneo settentrionale era strutturato in sei gironi locali (gestiti dai Comitati Regionali) composti da sei squadre ciascuno: alla fase nazionale accedevano le prime due classificate oltre alle quattro migliori terze. Tutti i club del Nord piazzatisi oltre il terzo posto sarebbero dovuti retrocedere. La fase nazionale si articolava su gironi di semifinale di quattro squadre ciascuno, le cui vincitrici accedevano al girone finale per l'assegnazione del titolo settentrionale: il campione del Nord si contendeva il titolo nazionale in una finalissima contro la squadra vincitrice del torneo centro-meridionale.
Il torneo peninsulare, secondo le previsioni originarie, era stato diviso in tre Sezioni su base geografica: Centrale (Marche, Toscana, Umbria, Lazio e Abruzzi), Meridionale (Campania, Calabria, Basilicata e Puglie) e Insulare (Sicilia e Sardegna). A loro volta, le Sezioni erano state organizzate in gironi regionali, le cui squadre prime classificate avrebbero avuto accesso ai gironi interregionali atti a determinare le vincitrici di zona. La primatista insulare avrebbe dovuto sfidare in gara doppia la primatista meridionale e la vincente di tale incontro, sempre in gara doppia, avrebbe dovuto disputare contro la primatista centrale la finale per il titolo di "Campione dell'Italia centro-meridionale". Alla competizione, tuttavia, parteciparono solo club di Toscana, Lazio e Campania, e la FIGC cambiò in corsa le regole ammettendo al girone finale dell'Italia Centrale le prime due classificate dei campionati di Lazio e Toscana.

### Avvenimenti

#### Il campionato

L'attaccante del Angelo Mattea (nella foto con la maglia della) fu protagonista di uno scandalo tesseramenti che vide coinvolti il e, in misura minore, lo stesso club casalese e il giocatore genoano Felice Berardo.

La nuova formula aveva reso le eliminatorie regionali del Nord Italia un fastidioso incomodo dall'esito scontato; tutte le principali società non ebbero difficoltà a superarle. Gli unici fatti di rilievo avvennero fuori dal campo: il Brescia fu punito per l'irregolarità del tesseramento ai fini militari di Alessandro Bollani dall'Andrea Doria, tuttavia la retrocessione in categoria B delle "Rondinelle" fu prima congelata e poi annullata per i successivi eventi extrasportivi; il Genoa, invece, fu accusato di corruzione per il tentato tesseramento professionistico di Angelo Mattea dal Casale e subì una multa e la squalifica del Campo di via del Piano per due partite (disputate nel vicino Stadium di piazza Verdi), pur avendo rischiato conseguenze ben peggiori essendo stata riscontrata l'aggravante della recidività a causa di precedenti scandali analoghi (per esempio, i casi di Enrico Sardi e Aristodemo Santamaria nella stagione 1913-1914).
Il gioco si fece interessante solo dopo le vacanze natalizie, quando iniziarono i quattro gironi di semifinale: i due gruppi più interessanti furono l'A e il C, in cui il Genoa riuscì a eliminare i casalesi campioni in carica che non furono in grado di ripetere l'impresa dell'anno precedente, e il Torino a sua volta ebbe la meglio su un'ormai vecchia Pro Vercelli; decisamente più agevoli furono, viceversa, i percorsi delle due grandi milanesi nei rispettivi raggruppamenti. A livello organizzativo, le semifinali del Nord Italia furono assai perturbate dalle abbondanti nevicate invernali e subirono diversi rinvii: conscia della possibilità che il torneo venisse interrotto a causa della Grande Guerra, La Gazzetta dello Sport propose di dare la vittoria a tavolino al Torino nell'ultima ininfluente partita col Como del girone C e di iniziare con una giornata di anticipo il girone finale del Settentrione; il Consiglio Federale si oppose e calendarizzò il match, ma i comaschi diedero comunque forfait.
Nel frattempo le eliminatorie toscane e laziali, che qualificarono al girone finale Centro il Pisa, il Lucca, il Roman e la Lazio, furono caratterizzate da una modifica regolamentare in itinere. Con una delibera della Commissione Tecnica datata 7 novembre 1914, fu stabilito di ammettere al girone finale Centro anche le seconde classificate delle eliminatorie regionali. L'allargamento dei quadri, auspicato dai club romani fin da luglio 1914, venne implementato con la motivazione ufficiale di far terminare il torneo centro-meridionale a breve distanza temporale da quello settentrionale, affinché il campione del Centrosud potesse disputare la finalissima in condizioni fisiche ottimali. Per Il Ponte di Pisa, assai critico sulla modifica regolamentaria, avrebbe influito invece l'«intromissione di qualche membro interessato dei due Comitati regionali»; nella primavera del 1915 il Consiglio Direttivo del Pisa protestò energicamente ma invano per l'ammissione delle seconde classificate. Peraltro, nonostante l'allargamento dei quadri fosse già stato stabilito nel novembre 1914, un comunicato del Comitato Regionale Toscano, datato 20 febbraio 1915, menziona una lettera federale del 4 febbraio che avrebbe apportato modifiche proprio all'articolo del regolamento riguardante le ammesse alle finali dell'Italia Centrale.
Nel frattempo era scoppiato il cosiddetto "caso Lissone". A inizio stagione, il portiere del Roman Pasquale Lissone aveva effettuato un secondo tesseramento col Genoa, che però sarebbe diventato valido solo con il congedo militare; a fine novembre 1914 Lissone, ormai congedato, si trasferì a Genova, ma continuò a giocare nel Roman tornando nella capitale nei fine settimana con il treno. L'Audace, scoperto il doppio tesseramento, informò dell'irregolarità la Presidenza Federale, la quale prontamente inviò un telegramma al presidente del Roman per notificargli la sospensione della tessera di Lissone; tuttavia, anche dopo l'invio del telegramma, il Roman lo schierò nelle partite vinte contro Audace e Fortitudo, spingendo le due società avversarie a reclamare; il Roman si giustificò sostenendo di non aver ricevuto tempestivamente il telegramma, spedito al presidente mentre si trovava fuori Roma e non alla società stessa. Come da regolamento, il Roman rischiava la perdita a tavolino o la ripetizione delle partite in cui era stato schierato irregolarmente Lissone, con eventuale perdita del primo posto a vantaggio della Lazio, ma a fine dicembre il club fu prosciolto dalla FIGC che lo ritenne in buona fede, non comminandogli alcuna sanzione, a differenza del portiere, squalificato per un mese. Le polemiche, tuttavia, continuarono con un nuovo reclamo da parte di Audace e Fortitudo, che recriminarono per la disparità di trattamento rispetto al già citato "caso Bollani", ma la federazione non tornò sui propri passi (si vociferò a causa del presunto intervento di Luigi Millo, a capo del Comitato Regionale Laziale nonché presidente del Roman).

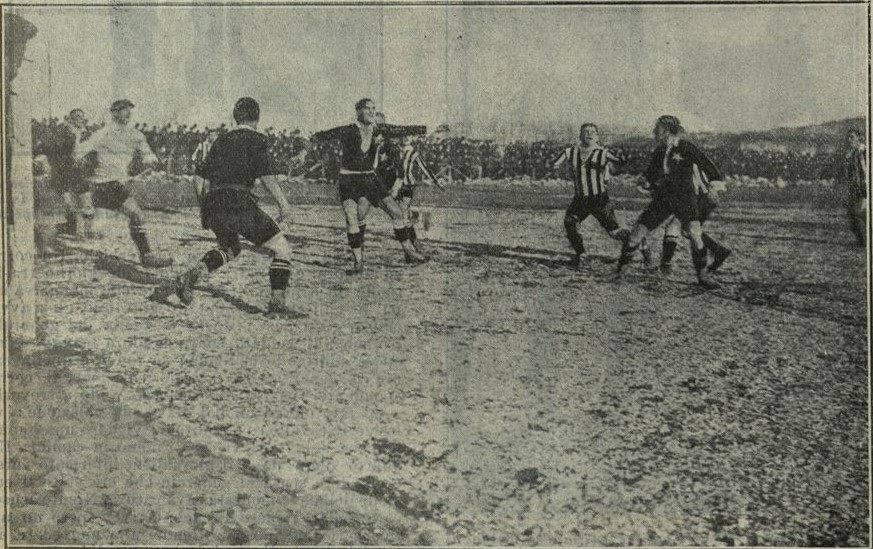
Un calcio d'angolo sotto la porta ospite, nella sfida tra la Juventus e i campioni uscenti del Casale a Corso Sebastopoli, 17 gennaio 1915.

L'inizio delle finali Nord slittò dopo Pasqua, e l'andamento del torneo fu alquanto equilibrato. Clamorosa fu la rotta in cui il Genoa incappò a Torino incassando sei gol, eppure i grifoni si dimostrarono la squadra più regolare e si apprestavano ad accogliere i granata a Marassi il 23 maggio, giorno di Pentecoste, per la gara decisiva: un pareggio e sarebbe stato accesso alla finalissima nazionale. Questa gara, tuttavia, non si sarebbe mai più disputata a causa dell'insorgenza bellica. Nel girone finale Centro la Lazio, piazzatasi al secondo posto nelle eliminatorie regionali, si prese la sua rivincita contro il Roman battendolo sia all'andata che al ritorno, laureandosi campione dell'Italia centrale e ottenendo l'accesso alla finale per il titolo di campione dell'Italia centro-meridionale. Intanto le finali meridionali fra le campane Internazionale Napoli e Naples (uniche iscritte per le sezioni meridionali e insulari), inizialmente previste nel mese di marzo, erano state rinviate al mese successivo per problemi logistici dell'Internazionale: le partite del 18 e del 25 aprile che videro l'Internazionale passare il turno, però, furono annullate e fatte ripetere dalla FIGC per irregolarità nel tesseramento dei giocatori "interisti" Pellizzoni e Steiger. I nuovi match vennero fissati per il 16 e il 23 maggio, ma fu regolarmente omologata solo la sfida di andata, nella quale prevalse l'Internazionale (la cui posizione era tuttavia ancora sub iudice): la sospensione bellica si abbatté anche su questa sezione del campionato.

#### La sospensione bellica
Il 23 maggio avrebbe dovuto svolgersi l'ultima giornata del girone finale Nord, con in programma i decisivi match Genoa-Torino e Milan-Inter. Eventi politici di ben più alta levatura investirono, però, la settimana precedente le gare: il Parlamento italiano aveva votato giovedì 20 i pieni poteri al governo, al fine dell'ingresso nella prima guerra mondiale. Sabato 22 venne annunciata la mobilitazione generale, e domenica 23 la Commissione Tecnica della FIGC, presieduta da Antonio Scamoni, decise l'immediata sospensione del campionato senza curarsi di consultare con un referendum le società interessate. Nella stessa domenica l'Italia dichiarò guerra all'Impero austro-ungarico.
La decisione assunta da Scamoni ebbe tratti ambigui: in apparenza il presidente federale Montù non era stato coinvolto nell'emanazione del provvedimento, e la sospensione, pur essendo formalmente applicata a tutto il campionato, sembrava essere rivolta di fatto solo alle squadre del Nord Italia. Il 24 maggio 1915 La Gazzetta dello Sport, La Stampa e Il Messaggero annunciarono infatti:
(La Gazzetta dello Sport)
(La Stampa)
(Il Messaggero)
In precedenza la FIGC, per evitare la possibilità che il campionato venisse sospeso per la guerra, aveva proposto al Genoa, primatista del girone finale Nord, di giocare la penultima giornata il 13 maggio, come turno infrasettimanale, in modo da anticipare l'ultima giornata al 16 maggio, ma il club rossoblù aveva rifiutato, presumibilmente per impedimenti organizzativi. Ciò nonostante, l'interruzione del torneo fu criticata con un comunicato ufficiale dallo stesso club genoano.
Oltre che dal Genoa, dal Torino e dall'Inter, il provvedimento federale fu ampiamente contestato da diverse testate giornalistiche. La rivista "Il Football", ad esempio, fece presente che si tennero regolarmente altre manifestazioni sportive, sottolineando che, su 44 giocatori partecipanti al girone finale, solo la metà rischiava di essere soggetta a precetto militare immediato. Inoltre, il periodico argomentò che, se l'ultima giornata si fosse svolta regolarmente e il Genoa fosse riuscito a conservare la vetta solitaria, la sua vittoria sarebbe stata inoppugnabile, e se, al contrario, fosse stata agganciata da Torino e/o Internazionale, il titolo di campione d'Italia sarebbe rimasto inassegnato ma senza né recriminazioni né malcontenti. Secondo l'Almanacco dello Sport del 1916, il provvedimento fu poi criticato per il disinteresse mostrato dalla FIGC per le gravissime spese sostenute dalle società, le quali avrebbero potuto ultimare il campionato anche in formazione rimaneggiata, nonché per la decisione del consiglio direttivo federale di riservarsi un futuro giudizio sull'aggiudicazione del campionato appena interrotto.
Di fronte alle proteste subite, Scamoni diede come motivazione ufficiosa del rinvio di Genoa-Torino l'impossibilità logistica da parte del club granata di raggiungere il capoluogo della Liguria; a tal proposito, il quotidiano genovese Il Lavoro avallò la decisione, in controtendenza con gli altri organi di stampa, sostenendo che la sfida del 23 maggio non si sarebbe comunque potuta svolgere a causa di un forte temporale.
Un ulteriore elemento che può far apparire eccessiva la delibera della FIGC è il fatto che il 23 maggio, in contemporanea con il rinvio a data da destinarsi della Prima Categoria, vennero disputate regolarmente alcune partite di Promozione e Terza Categoria, fra società con sedi territorialmente vicine, e anche una sfida tra sodalizi di regioni differenti (Unione Sportiva Vercellese-Unione Sportiva Genovese 3-0). La contiguità geografica, in teoria, avrebbe consentito anche lo svolgimento dei derby di massima serie Naples-Internazionale Napoli e Inter-Milan: la gara di ritorno del campionato meridionale effettivamente si giocò (il risultato fu 4-1), ma finì per non essere omologata; di converso la stracittadina milanese, valevole per l'ultima giornata del girone finale Nord, dovette essere necessariamente posticipata assieme a Genoa-Torino poiché gli esiti dei due match erano strettamente vincolati.

#### L'interruzione definitiva

Carlo Montù, presidente della Federazione Italiana Giuoco Calcio dal 1914 al 1915 e dal 1919 al 1920.

Quando avvenne l'interruzione del campionato il suo esito era ancora incerto. Il Genoa era la compagine del Nord favorita per l'accesso alla finalissima nazionale, in virtù del fatto che gli bastava un punto in una partita casalinga per raggiungere l'obiettivo e che aveva tenuto un ruolino di marcia perfetto nelle mura amiche, collezionando dieci vittorie su dieci. Nonostante ciò, in caso di vittoria in trasferta del Torino sui genoani e di mancato successo dell'Inter nella stracittadina milanese, si sarebbe dovuto disputare uno spareggio tra la compagine piemontese e quella ligure per stabilire il club campione settentrionale; nel caso in cui, inoltre, l'Inter fosse riuscita a battere il Milan all'ultima giornata con contemporanea vittoria del Torino, i nerazzurri avrebbero raggiunto i granata e i rossoblù in vetta, rendendo necessario addirittura un triangolare di spareggi. Restava, infine, ancora da disputare la succitata finale con il club campione centro-meridionale, anche se il divario tecnico fra i sodalizi delle due parti della penisola, emerso nelle due sfide delle stagioni precedenti, rendeva più probabile la vittoria del club campione dell'Alta Italia.
Le testate giornalistiche del Settentrione si chiesero se il titolo sarebbe stato assegnato al Genoa, in vetta alla classifica settentrionale al momento della sospensione, e vi fu chi auspicò una decisione in tal senso. Tale opinione, tuttavia, non era unanime: su sette pronostici relativi al vincitore del torneo espressi da altrettanti critici sul Bollettino Ufficiale della FIGC, quattro vedevano il Torino favorito e solo tre il club genoano; anche in questo caso, peraltro, bisogna constatare che erano prese in considerazione come «squadre finaliste» del campionato solo le quattro compagini in lizza nel Nord Italia, ignorando quelle del Centrosud che erano formalmente ancora in corsa per la vittoria.
Ad ogni modo, i dirigenti della FIGC, essendo convinti che il conflitto si sarebbe concluso vittoriosamente nel giro di poche settimane o mesi, stabilirono che la manifestazione sarebbe stata ultimata alla cessazione delle ostilità; nella stagione successiva, pertanto, fu organizzata una manifestazione sostitutiva del regolare campionato, la Coppa Federale 1915-1916. Contrariamente a quanto auspicato, la prima guerra mondiale terminò sul fronte italiano soltanto il 4 novembre 1918: il Consiglio Federale, nuovamente presieduto da Carlo Montù, tornò a riunirsi l'anno dopo per organizzare il campionato 1919-1920, col titolo rimasto vacante da quattro anni e non avendo più senso far giocare le gare restanti del torneo.

### La disputa sull'assegnazione del titolo

#### La vittoria postuma del Genoa

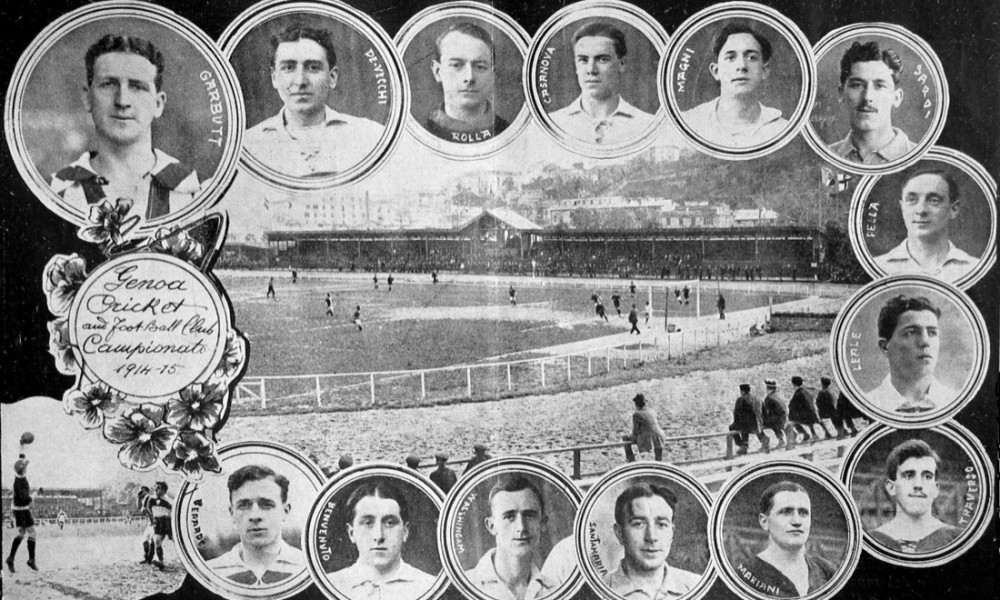
Medaglione dedicato alla rosa del Genoa campione d'Italia 1914-1915. Furono venticinque i tesserati genoani, fra calciatori e membri della società, che non appresero mai di aver vinto il campionato "a tavolino", poiché morti durante la Grande Guerra.

Secondo due articoli del quotidiano La Stampa e un articolo della Gazzetta del Popolo, la Federazione decise nel maggio 1919 di attribuire la vittoria del campionato italiano al Genoa, in quanto primo in classifica nel Girone Finale Nord al momento della sospensione bellica e pertanto più prossimo alla vittoria del torneo; furono così trascurati i pari diritti delle squadre centro-meridionali, nonché quelli di Torino e Inter (la circostanza non mancò di suscitare la critica ironica del celebre giornalista sportivo, nonché simpatizzante genoano, Gianni Brera). Per quanto concerne Internazionale Napoli e Lazio, La Gazzetta dello Sport riportò nel 1919 che i partenopei erano vincitori della Prima Categoria Campana (unica regione partecipante alla sezione del Sud Italia), mentre alcune testate romane (fra cui l'organo ufficiale societario) riferirono che i capitolini, ai quali era stato conferito già nel 1915 il titolo dell'Italia centrale, erano campioni di tutto il Centrosud; quest'ultima asserzione, seppur non corroborata da documenti ufficiali, fu sostenuta a posteriori da storici del calcio italiano quali Antonio Ghirelli e Giorgio Tosatti.
La terza edizione dell'Annuario Italiano del Football di Guido Baccani non conferma, tuttavia, l'assegnazione del titolo nazionale ai genoani nel maggio 1919, riportando lo status del campionato 1914-15 come ancora «sospeso» nel novembre dello stesso anno; in base alla ricostruzione storiografica della Fondazione Genoa 1893, ente deputato allo studio della storia rossoblù, e di Carlo Felice Chiesa, la questione si sarebbe protratta a lungo, causa i reclami di Torino e Inter. La vicenda si sarebbe chiusa solo nel 1921: Genoa Club, rivista ufficiale del Grifone, annunciò nel mese di settembre la definitiva concessione della vittoria, e l'11 dicembre, quattro giorni dopo il raggiungimento del primo accordo di risoluzione dello scisma in corso tra la FIGC e la Confederazione Calcistica Italiana (CCI), avrebbe avuto luogo la cerimonia di premiazione. A riprova dell'attribuzione del titolo vi sarebbero resoconti e statistiche pubblicati dagli organi di stampa negli anni seguenti, fra cui alcune testimonianze di Vittorio Pozzo, all'epoca dei fatti allenatore torinista, e un almanacco redatto nel 1925 dall'allora presidente di Lega Nord Giuseppe Cavazzana. Sull'intera vicenda, comunque, grava l'ombra di presunti conflitti di interessi in FIGC e CCI fra i dirigenti istituzionali Carlo Montù e Luigi Bozino e i manager genoani Edoardo Pasteur e George Davidson.
La retrospettiva della Fondazione Genoa, tuttavia, non è materia condivisa: la ricerca condotta dall'avvocato Gian Luca Mignogna e dal Centro Studi Nove Gennaio Millenovecento, ente deputato allo studio della storia della Lazio, ha messo in discussione l'ufficialità del titolo dei liguri, affermando che il Genoa sarebbe stato dichiarato unicamente campione del Nord Italia. A sostegno di tale tesi, si fa presente che il provvedimento di concessione alla compagine rossoblù del titolo italiano risulta assente negli archivi istituzionali e che il primo documento federale che attesta i liguri quali vincitori nazionali fu l'albo d'oro incluso nel secondo volume dell'Annuario Italiano Giuoco del Calcio, edito dalla FIGC nel 1930, nel quale però non vengono menzionate né la delibera né le motivazioni per cui il titolo sarebbe stato «aggiudicato al Genoa Club». Oltre a ciò, nel primo volume del suddetto annuario, edito nel 1928, il campionato 1914-1915 risultava ancora «sospeso» e, sebbene nel riassunto degli eventi della stagione si citi una non meglio precisata «attribuzione» ai liguri dopo la guerra, vengono nominate solo le squadre e le partite del torneo settentrionale. Infine, sempre nel 1928, la pubblicazione Internazionale – Venti anni di football spiegò che «la Federazione assegnò ai giocatori del Genoa una speciale medaglia», il che lascerebbe il dubbio che il valore del riconoscimento fosse prettamente onorifico.

#### La petizione pro-Lazio

La Lazio 1914-1915, vincitrice del girone finale dell'Italia centrale prima della sospensione bellica.

Il 24 maggio 2015, in occasione del centenario dall'entrata dell'Italia nella Grande Guerra, il già citato Mignogna lanciò l'idea dell'assegnazione ex aequo del titolo a Genoa e Lazio, in quanto la squadra romana fu l'unica a qualificarsi alla finale centro-meridionale prima della sospensione del torneo, risultando consequenzialmente la compagine del Centro-Sud più vicina al raggiungimento della finalissima nazionale; oltre che su ragioni giuridiche e sportive, l'istanza è stata fondata sull'argomentazione etico-morale di rendere onore all'importante contributo, in termini di vite umane e opere sociali, prestato dal club capitolino nel corso della prima guerra mondiale, a cui seguì la nomina del sodalizio a ente morale con Regio Decreto del 2 giugno 1921.
Nel dicembre 2015 Mignogna, avvalendosi di una petizione online sottoscritta dalla tifoseria laziale, della collaborazione di Nove Gennaio Millenovecento e di un dossier emerotecario a supporto della propria tesi, ha avanzato una richiesta ufficiale alla FIGC di attribuzione del titolo ai biancazzurri, a pari merito coi rossoblù: il 20 luglio 2016 la Commissione di Saggi nominata dal presidente della FIGC, Carlo Tavecchio, per analizzare il caso, dopo aver esaminato la documentazione al riguardo e constatato che negli archivi federali e in quelli pubblici non vi è traccia della delibera di attribuzione dello scudetto al Genoa, ha espresso parere favorevole all'assegnazione congiunta del campionato a genoani e laziali.
L'iniziativa è stata avversata dalla Fondazione Genoa, la quale nel giugno 2017 ha risposto al dossier pro-Lazio sia sul piano giuridico, trasmettendo alla FIGC la propria documentazione onde contrastare le argomentazioni propugnate da Mignogna, sia su quello sportivo, sottolineando come «il risultato della finale nazionale era, all'epoca, considerato pressoché scontato» data la superiorità che nel periodo delle finalissime fu solitamente palesata dai club settentrionali rispetto ai meno quotati centro-meridionali. La querelle è proseguita nel corso degli anni seguenti: Mignogna ha continuato a depositare presso la Federazione ulteriore documentazione a supporto della propria tesi, volta a dimostrare come la Lazio sarebbe da considerare la vincitrice del campionato dell'Italia centro-meridionale, con conseguente qualificazione alla finalissima, e che l'attribuzione dello scudetto al Genoa nel 1921 sarebbe da ritenere un «falso storico» confermato dai regolamenti e dagli annuari FIGC; di converso, la Fondazione, pur non osteggiando la possibilità di un titolo ex aequo, ha pubblicato nuovi comunicati ufficiali di obiezione alle affermazioni dell'avvocato romano.
Dopo che l'iter ha subito una battuta d'arresto durante il commissariamento della Federazione, avvenuto dal febbraio all'ottobre del 2018, in occasione del Consiglio Federale del 30 gennaio 2019 il neopresidente Gabriele Gravina ha proposto la creazione di una commissione ad hoc per analizzare, con approccio storico-scientifico, sia la richiesta del titolo 1915 della Lazio, sia le petizioni di Genoa, Bologna e Torino relative ai campionati 1924-1925 e 1926-1927; l'organo collegiale è stato istituito il successivo 30 maggio, incaricando il vicepresidente della "Fondazione Museo del Calcio", Matteo Marani, di coordinare i docenti universitari che lo compongono. Negli anni seguenti, tuttavia, la Federazione non ha rilasciato ulteriori comunicazioni in merito. Tale stallo ha indotto Mignogna, nel maggio 2023, a estendere la petizione pro-Lazio a tutte le istituzioni italiane, sportive e non.

## Torneo maggiore

### Squadre partecipanti

#### Sezione piemontese-ligure
Gestita dal Comitato Regionale Piemontese-Ligure - sede: Torino presso Ristorante Fiorina, Via Pietro Micca. Il C.R.P.L. gestì le qualificazioni dei soli gironi A e B. Le squadre piemontesi inserite nel girone C furono gestite dal Comitato Regionale Lombardo.
| Club           | Rosa     | Città            | Stadio                                                                  | Stagione 1913-1914                                        |
| -------------- | -------- | ---------------- | ----------------------------------------------------------------------- | --------------------------------------------------------- |
| Acqui          | dettagli | Acqui Terme (AL) | Campo vicino al Poligono (50×100)                                       | 2° nella Promozione ligure                                |
| Alessandria    | dettagli | Alessandria (AL) | Piazza d'Armi Vecchia (60×100)                                          | 5ª nel girone ligure-piemontese di 1ª Categoria           |
| Andrea Doria   | dettagli | Genova (GE)      | La Cajenna (Marassi) (50×100)                                           | 6ª nel girone ligure-piemontese di 1ª Categoria           |
| Genoa          | dettagli | Genova (GE)      | Campo Genoa Cricket & Football Club in Via del Piano (Marassi) (64×104) | 2° nelle finali di 1ª Categoria                           |
| Juventus       | dettagli | Torino (TO)      | Stadio di Corso Sebastopoli                                             | 4ª nelle finali di 1ª Categoria                           |
| AC Ligure      | dettagli | Bolzaneto (GE)   | c. dell'AC Ligure                                                       | 10ª nel gir. ligure-p. di 1ª Cat. come "Liguria", ripesc. |
| Piemonte       | dettagli | Torino (TO)      | c. Amoretti                                                             | 7º nel girone ligure-piemontese di 1ª Categoria           |
| Savona         | dettagli | Savona (GE)      | c. Via Frugoni (55×100)                                                 | 8º nel girone ligure-piemontese di 1ª Categoria           |
| Torino         | dettagli | Torino (TO)      | Campo Stradale Stupinigi                                                | 4º nel girone ligure-piemontese di 1ª Categoria           |
| Valenzana      | dettagli | Valenza (AL)     | c. ? (55×100)                                                           | 3ª nella Promozione piemontese                            |
| Veloces Biella | dettagli | Biella (NO)      | c. della Marucca, Reg. Vernato (50×98)                                  | 1ª nella Promozione piemontese, promossa                  |
| Vigor Torino   | dettagli | Torino (TO)      | v.le di Stupinigi (60×105)                                              | 9ª nel girone ligure-piemontese di 1ª Categoria           |

#### Sezione lombardo-piemontese-emiliana
Gestita dal Comitato Regionale Lombardo - sede: Milano presso "Ristorante Orologio" - Piazza del Duomo. Il C.R.L. gestì le qualificazioni dei gironi C, D e E. Su delega della Presidenza Federale ai suoi gironi furono aggregate le piemontesi Casale e Pro Vercelli, e tutte le emiliane.

| Club                | Rosa     | Città             | Stadio                                | Stagione 1913-1914                                 |
| ------------------- | -------- | ----------------- | ------------------------------------- | -------------------------------------------------- |
| Audax Modena        | dettagli | Modena (MO)       | Campo di viale Tassoni                | 1° nella Promozione emiliana, promosso             |
| Bologna             | dettagli | Bologna (BO)      | Stadio Sterlino (55×100)              | 5º nel girone veneto-emiliano di 1ª Categoria      |
| Brescia             | dettagli | Brescia (BS)      | Campo Fiera                           | 6º nel girone veneto-emiliano di 1ª Categoria      |
| Casale              | dettagli | Casale Monf. (AL) | c.Reg.Valentino v.Priocco (60×105)    | Campione d'Italia                                  |
| Chiasso             | dettagli | Chiasso (TI)      | Campo di Mornello a Maslianico (CO)   | Abbandona la Serie C                               |
| Como                | dettagli | Como (CO)         | Campo di via dei Mille (55×100)       | 9º nel girone lombardo di 1ª Categoria             |
| Cremonese           | dettagli | Cremona (CR)      | Campo di via San Rocco                | 1ª nella Promozione lombarda, promossa             |
| Inter               | dettagli | Milano (MI)       | Campo di via Goldoni                  | 3ª nelle finali di 1ª Categoria                    |
| Juventus Italia     | dettagli | Milano (MI)       | Campo di via Ravizza                  | 8ª nel girone lombardo di 1ª Categoria             |
| Milan               | dettagli | Milano (MI)       | Velodromo Sempione                    | 3º nel girone lombardo di 1ª Categoria             |
| AC Milanese         | dettagli | Milano (MI)       | Campo via Monterosa 63                | 10ª nel girone lombardo di 1ª Categoria, ripescata |
| US Milanese         | dettagli | Milano (MI)       | Campo di via Stelvio                  | 4ª nel girone lombardo di 1ª Categoria             |
| Modena              | dettagli | Modena (MO)       | Campo dell'ex Velodromo               | 3º nel girone veneto-emiliano di 1ª Categoria      |
| Nazionale Lombardia | dettagli | Milano (MI)       | Campo della Baggina (95×60)           | 6º nel girone lombardo di 1ª Categoria             |
| Novara              | dettagli | Novara (NO)       | Campo di viale Alighieri (52×102)     | 5º nel girone lombardo di 1ª Categoria             |
| Pro Vercelli        | dettagli | Vercelli (NO)     | Campo piazza Conte di Torino (60×100) | 3ª nel girone ligure-piemontese di 1ª Categoria    |
| Racing Libertas     | dettagli | Milano (MI)       | Campo di via Bersaglio                | 7º nel girone lombardo di 1ª Categoria             |
| Savoia Milano       | dettagli | Milano (MI)       | Campo del Portello                    | 2° nella Promozione lombarda                       |

#### Sezione veneta
Gestita dal Comitato Regionale Veneto-Emiliano - sede: Venezia, presso Hotel Cavalletto - San Marco.
| Club     | Rosa     | Città        | Stadio                                      | Stagione 1913-1914                            |
| -------- | -------- | ------------ | ------------------------------------------- | --------------------------------------------- |
| Hellas   | dettagli | Verona (VR)  | Campo vicolo Stimate 6 (48×96)              | 6° nelle finali di 1ª Categoria               |
| Padova   | dettagli | Padova (PD)  | Campo Belzoni                               | 1° nella Promozione veneta, promosso          |
| Petrarca | dettagli | Padova (PD)  | Campo p. Vittorio Emanuele II (55×95)       | 7º nel girone veneto-emiliano di 1ª Categoria |
| Udine    | dettagli | Udine (UD)   | Campo dei Giuochi di Porta Venezia (60×100) | 9ª nel girone veneto-emiliano di 1ª Categoria |
| Venezia  | dettagli | Venezia (VE) | Campo Sant'Elena (50×100)                   | 4º nel girone veneto-emiliano di 1ª Categoria |
| Vicenza  | dettagli | Vicenza (VI) | Campo Borgo Casale (60×100)                 | 5° nelle finali di 1ª Categoria               |

### Gironi di qualificazione

#### Girone A

##### Classifica finale
|  | Pos. | Squadra      | Pt | G  | V | N | P | GF | GS |
|  | ---- | ------------ | -- | -- | - | - | - | -- | -- |
|  | 1.   | Genoa        | 18 | 10 | 9 | 0 | 1 | 61 | 5  |
|  | 2.   | Alessandria  | 14 | 10 | 6 | 2 | 2 | 36 | 7  |
|  | 3.   | Andrea Doria | 13 | 10 | 6 | 1 | 3 | 20 | 18 |
|  | 4.   | Savona       | 10 | 10 | 4 | 2 | 4 | 17 | 23 |
|  | 5.   | Acqui        | 3  | 10 | 1 | 1 | 8 | 5  | 62 |
|  | 6.   | AC Ligure    | 2  | 10 | 0 | 2 | 8 | 8  | 32 |

###### Verdetti
- Genoa, Alessandria e Andrea Doria qualificate alle semifinali nazionali.
- Savona riammessa al termine della guerra.

##### Risultati
| Andata (1ª) | Andata (1ª) | Prima giornata      | Ritorno (6ª) | Ritorno (6ª) |
|             |             |                     |              |              |
| 4 ott.      | 0-16        | Acqui-Genoa         | 0-12         | 8 nov.       |
| 4 ott.      | 5-0         | Alessandria-Liguria | 3-0          | 8 nov.       |
| 4 ott.      | 1-2         | A.Doria-Savona      | 1-0          | 8 nov.       |

| Andata (2ª) | Andata (2ª) | Seconda giornata  | Ritorno (7ª) | Ritorno (7ª) |
|             |             |                   |              |              |
| 11 ott.     | 0-9         | Acqui-Alessandria | 0-6          | 15 nov.      |
| 11 ott.     | 1-3         | Liguria-A.Doria   | 1-4          | 15 nov.      |
| 11 ott.     | 7-0         | Genoa-Savona      | 6-0          | 15 nov.      |

| Andata (3ª) | Andata (3ª) | Terza giornata     | Ritorno (8ª) | Ritorno (8ª) |
|             |             |                    |              |              |
| 18 ott.     | 3-0         | Genoa-A.Doria      | 8-0          | 22 nov.      |
| 18 ott.     | 1-1         | Savona-Alessandria | 0-5          | 22 nov.      |
| 13 dic.     | 2-2         | Liguria-Acqui      | 1-3          | 20 dic.      |

| Andata (4ª) | Andata (4ª) | Quarta giornata   | Ritorno (9ª) | Ritorno (9ª) |
|             |             |                   |              |              |
| 25 ott.     | 4-0         | A.Doria-Acqui     | 3-0          | 29 nov.      |
| 25 ott.     | 3-0         | Alessandria-Genoa | 1-2          | 29 nov.      |
| 25 ott.     | 3-0         | Savona-Liguria    | 2-2          | 29 nov.      |

| Andata (5ª) | Andata (5ª) | Quinta giornata     | Ritorno (10ª) | Ritorno (10ª) |
|             |             |                     |               |               |
| 1 nov.      | 0-5         | Acqui-Savona        | 0-4           | 6 dic.        |
| 1 nov.      | 2-1         | A.Doria-Alessandria | 2-2           | 6 dic.        |
| 1 nov.      | 1-4         | Liguria-Genoa       | 0-3           | 6 dic.        |

###### Tabellone
|              | ACQ  | ALE  | AND  | GEN  | LIG  | SAV  |
| ------------ | ---- | ---- | ---- | ---- | ---- | ---- |
| Acqui        | –––– | 0-9  | 0-3  | 0-16 | 3-1  | 0-5  |
| Alessandria  | 6-0  | –––– | 2-2  | 3-0  | 5-0  | 5-0  |
| Andrea Doria | 4-0  | 2-1  | –––– | 0-8  | 4-1  | 1-0  |
| Genoa        | 12-0 | 2-1  | 3-0  | –––– | 3-0  | 7-0  |
| Liguria      | 2-2  | 0-3  | 1-3  | 1-4  | –––– | 2-2  |
| Savona       | 4-0  | 1-1  | 2-1  | 0-6  | 3-0  | –––– |

#### Girone B

##### Classifica finale
|  | Pos. | Squadra        | Pt | G  | V | N | P | GF | GS |
|  | ---- | -------------- | -- | -- | - | - | - | -- | -- |
|  | 1.   | Torino         | 19 | 10 | 9 | 1 | 0 | 37 | 8  |
|  | 2.   | Juventus       | 15 | 10 | 7 | 1 | 2 | 46 | 14 |
|  | 3.   | Vigor Torino   | 14 | 10 | 7 | 0 | 3 | 27 | 20 |
|  | 4.   | Valenzana      | 6  | 10 | 2 | 2 | 6 | 10 | 30 |
|  | 5.   | Piemonte       | 5  | 10 | 2 | 1 | 7 | 12 | 33 |
|  | 6.   | Veloces Biella | 1  | 10 | 0 | 1 | 9 | 8  | 35 |

###### Verdetti
- Torino, Juventus e Vigor qualificate alle semifinali nazionali.
- Piemonte disciolto a campionato in corso.
- Valenzana e Veloces Biella riammesse al termine della guerra.

##### Risultati
| Andata (1ª) | Andata (1ª) | Prima giornata     | Ritorno (6ª) | Ritorno (6ª) |
|             |             |                    |              |              |
| 4 ott.      | 2-6         | Piemonte-Vigor     | 0-1          | 8 nov.       |
| 4 ott.      | 4-1         | Torino-Veloces     | 2-1          | 8 nov.       |
| 4 ott.      | 0-9         | Valenzana-Juventus | 0-6          | 8 nov.       |

| Andata (2ª) | Andata (2ª) | Seconda giornata | Ritorno (7ª) | Ritorno (7ª) |
|             |             |                  |              |              |
| 11 ott.     | 0-3         | Valenzana-Torino | 0-4          | 15 nov.      |
| 11 ott.     | 2-3         | Veloces-Piemonte | 0-2          | 15 nov.      |
| 11 ott.     | 2-3         | Juventus-Vigor   | 3-0          | 15 nov.      |

| Andata (3ª) | Andata (3ª) | Terza giornata    | Ritorno (8ª) | Ritorno (8ª) |
|             |             |                   |              |              |
| 18 ott.     | 8-1         | Juventus-Piemonte | 6-2          | 22 nov.      |
| 18 ott.     | 1-1         | Veloces-Valenzana | 1-4          | 22 nov.      |
| 18 ott.     | 1-5         | Vigor-Torino      | 2-5          | 22 nov.      |

| Andata (4ª) | Andata (4ª) | Quarta giornata    | Ritorno (9ª) | Ritorno (9ª) |
|             |             |                    |              |              |
| 25 ott.     | 2-2         | Piemonte-Valenzana | 0-2          | 29 nov.      |
| 25 ott.     | 1-1         | Torino-Juventus    | 7-2          | 29 nov.      |
| 25 ott.     | 7-1         | Vigor-Veloces      | 3-1          | 29 nov.      |

| Andata (5ª) | Andata (5ª) | Quinta giornata  | Ritorno (10ª) | Ritorno (10ª) |
|             |             |                  |               |               |
| 1 nov.      | 4-0         | Torino-Piemonte  | 2-0           | 6 dic.        |
| 1 nov.      | 0-2         | Valenzana-Vigor  | 1-2           | 6 dic.        |
| 1 nov.      | 0-4         | Veloces-Juventus | 0-5           | 6 dic.        |

###### Tabellone
|                | JUV  | PIE  | TOR  | VAL  | VEL  | VIG  |
| -------------- | ---- | ---- | ---- | ---- | ---- | ---- |
| Juventus       | –––– | 8-1  | 2-7  | 6-0  | 5-0  | 3-0  |
| Piemonte       | 2-6  | –––– | 0-2  | 2-2  | 2-0  | 2-6  |
| Torino         | 1-1  | 4-0  | –––– | 4-0  | 4-1  | 5-2  |
| Valenzana      | 0-9  | 2-0  | 0-3  | –––– | 4-1  | 0-2  |
| Veloces Biella | 0-4  | 2-3  | 1-2  | 1-1  | –––– | 1-3  |
| Vigor          | 3-2  | 1-0  | 1-5  | 2-1  | 7-1  | –––– |

#### Girone C

##### Classifica finale
|  | Pos. | Squadra             | Pt | G  | V | N | P  | GF | GS |
|  | ---- | ------------------- | -- | -- | - | - | -- | -- | -- |
|  | 1.   | Pro Vercelli        | 17 | 10 | 8 | 1 | 1  | 24 | 6  |
|  | 2.   | Casale              | 16 | 10 | 7 | 2 | 1  | 18 | 3  |
|  | 3.   | Novara              | 12 | 10 | 6 | 0 | 4  | 16 | 8  |
|  | 4.   | Nazionale Lombardia | 11 | 10 | 5 | 1 | 4  | 14 | 22 |
|  | 5.   | Racing Libertas     | 4  | 10 | 2 | 0 | 8  | 8  | 21 |
|  | 6.   | Savoia Milano       | 0  | 10 | 0 | 0 | 10 | 0  | 20 |

###### Verdetti
- Pro Vercelli, Casale e Novara qualificate alle semifinali nazionali.
- Savoia discioltasi a inizio stagione.[90]
- Nazionale Lombardia e Racing Libertas riammesse al termine della guerra.

##### Risultati
| Andata (1ª) | Andata (1ª) | Prima giornata           | Ritorno (6ª) | Ritorno (6ª) |
|             |             |                          |              |              |
| 4 ott.      | 1-1         | Nazionale L.-Casale      | 0-6          | 8 nov.       |
| 4 ott.      | 2-1         | Pro Vercelli-Racing Lib. | 2-0          | 8 nov.       |
| 4 ott.      | 2-0         | Novara-Savoia            | 2-0          | 8 nov.       |

| Andata (2ª) | Andata (2ª) | Seconda giornata          | Ritorno (7ª) | Ritorno (7ª) |
|             |             |                           |              |              |
| 11 ott.     | 1-3         | Nazionale L.-Pro Vercelli | 0-9          | 15 nov.      |
| 11 ott.     | 2-3         | Racing Libertas-Novara    | 0-5          | 15 nov.      |
| 11 ott.     | 2-0         | Casale-Savoia             | 2-0          | 15 nov.      |

| Andata (3ª) | Andata (3ª) | Terza giornata               | Ritorno (8ª) | Ritorno (8ª) |
|             |             |                              |              |              |
| 18 ott.     | 0-2         | Racing Libertas-Nazionale L. | 1-4          | 22 nov.      |
| 18 ott.     | 1-0         | Casale-Novara                | 0-1          | 22 nov.      |
| 18 ott.     | 2-0         | Pro Vercelli-Savoia          | 2-0          | 22 nov.      |

| Andata (4ª) | Andata (4ª) | Quarta giornata            | Ritorno (9ª) | Ritorno (9ª) |
|             |             |                            |              |              |
| 25 ott.     | 1-1         | Pro Vercelli-Casale        | 0-2          | 29 nov.      |
| 25 ott.     | 0-1         | Novara-Nazionale Lombardia | 2-1          | 29 nov.      |
| 25 ott.     | 2-0         | Racing Libertas-Savoia     | 2-0          | 29 nov.      |

| Andata (5ª) | Andata (5ª) | Quinta giornata            | Ritorno (10ª) | Ritorno (10ª) |
|             |             |                            |               |               |
| 1 nov.      | 1-2         | Novara-Pro Vercelli        | 0-1           | 6 dic.        |
| 1 nov.      | 0-2         | Racing Libertas-Casale     | 0-1           | 6 dic.        |
| 1 nov.      | 2-0         | Nazionale Lombardia-Savoia | 2-0           | 6 dic.        |

###### Tabellone
|                 | CAS  | NLO  | NOV  | PRO  | RLI  | SMI  |
| --------------- | ---- | ---- | ---- | ---- | ---- | ---- |
| Casale          | –––– | 6-0  | 1-0  | 2-0  | 1-0  | 2-0  |
| Naz. Lombardia  | 1-1  | –––– | 1-2  | 1-3  | 4-1  | 2-0  |
| Novara          | 1-0  | 0-1  | –––– | 1-2  | 5-0  | 2-0  |
| Pro Vercelli    | 1-1  | 9-0  | 1-0  | –––– | 2-1  | 2-0  |
| Racing Libertas | 0-2  | 0-2  | 2-3  | 0-2  | –––– | 2-0  |
| Savoia Milano   | 0-2  | 0-2  | 0-2  | 0-2  | 0-2  | –––– |

#### Girone D

##### Classifica finale
|  | Pos. | Squadra         | Pt | G  | V | N | P | GF | GS |
|  | ---- | --------------- | -- | -- | - | - | - | -- | -- |
|  | 1.   | Milan           | 19 | 10 | 9 | 1 | 0 | 52 | 3  |
|  | 2.   | Juventus Italia | 13 | 10 | 4 | 5 | 1 | 27 | 16 |
|  | 3.   | Bologna         | 9  | 10 | 2 | 5 | 3 | 15 | 24 |
|  | 4.   | AC Milanese     | 8  | 10 | 3 | 2 | 5 | 26 | 19 |
|  | 5.   | Chiasso         | 7  | 10 | 2 | 3 | 5 | 24 | 37 |
|  | 6.   | Audax Modena    | 4  | 10 | 2 | 0 | 8 | 14 | 59 |

###### Verdetti
- Milan e Juventus Italia qualificate alle semifinali nazionali.
- Chiasso riammesso al termine della guerra.

##### Risultati
| Andata (1ª) | Andata (1ª) | Prima giornata          | Ritorno (6ª) | Ritorno (6ª) |
|             |             |                         |              |              |
| 4 ott.      | 0-0         | Bologna-Juventus Italia | 1-1          | 8 nov.       |
| 4 ott.      | 13-0        | Milan-Audax             | 2-0          | 8 nov.       |
| 4 ott.      | 3-1         | Chiasso-A.M.C.          | 1-10         | 8 nov.       |

| Andata (2ª) | Andata (2ª) | Seconda giornata        | Ritorno (7ª) | Ritorno (7ª) |
|             |             |                         |              |              |
| 11 ott.     | 4-1         | Audax-Bologna           | 2-4          | 15 nov.      |
| 11 ott.     | 5-0         | Milan-A.M.C.            | 3-0          | 15 nov.      |
| 11 ott.     | 2-1         | Juventus Italia-Chiasso | 4-4          | 15 nov.      |

| Andata (3ª) | Andata (3ª) | Terza giornata        | Ritorno (8ª) | Ritorno (8ª) |
|             |             |                       |              |              |
| 18 ott.     | 1-2         | A.M.C.-Bologna        | 1-1          | 22 nov.      |
| 18 ott.     | 1-7         | Chiasso-Milan         | 0-5          | 22 nov.      |
| 18 ott.     | 13-1        | Juventus Italia-Audax | 4-2          | 22 nov.      |

| Andata (4ª) | Andata (4ª) | Quarta giornata        | Ritorno (9ª) | Ritorno (9ª) |
|             |             |                        |              |              |
| 25 ott.     | 9-1         | Milan-Bologna          | 1-0          | 29 nov.      |
| 25 ott.     | 9-1         | Chiasso-Audax          | 0-2          | 29 nov.      |
| 25 ott.     | 0-0         | A.M.C.-Juventus Italia | 0-2          | 29 nov.      |

| Andata (5ª) | Andata (5ª) | Quinta giornata       | Ritorno (10ª) | Ritorno (10ª) |
|             |             |                       |               |               |
| 1 nov.      | 2-2         | Bologna-Chiasso       | 3-3           | 6 dic.        |
| 1 nov.      | 0-6         | Juventus Italia-Milan | 1-1           | 6 dic.        |
| 1 nov.      | 2-4         | Audax-A.M.C.          | 0-9           | 6 dic.        |

###### Tabellone
|                 | AMC  | AUD  | BOL  | CHI  | JUI  | MIL  |
| --------------- | ---- | ---- | ---- | ---- | ---- | ---- |
| AMC Milanese    | –––– | 9-0  | 1-2  | 10-1 | 0-0  | 0-3  |
| Audax Modena    | 2-4  | –––– | 4-1  | 2-0  | 2-4  | 0-2  |
| Bologna         | 1-1  | 4-2  | –––– | 2-2  | 0-0  | 0-1  |
| Chiasso         | 3-1  | 9-1  | 3-3  | –––– | 4-4  | 1-7  |
| Juventus Italia | 2-0  | 13-1 | 1-1  | 2-1  | –––– | 0-6  |
| Milan           | 5-0  | 13-0 | 9-1  | 5-0  | 1-1  | –––– |

#### Girone E

##### Classifica finale
|        | Pos. | Squadra     | Pt | G  | V | N | P | GF | GS |
| ------ | ---- | ----------- | -- | -- | - | - | - | -- | -- |
|        | 1.   | Inter       | 18 | 10 | 9 | 0 | 1 | 60 | 8  |
|        | 2.   | Como        | 12 | 10 | 5 | 2 | 3 | 22 | 20 |
|        | 3.   | US Milanese | 10 | 10 | 3 | 4 | 3 | 21 | 32 |
|        | 4.   | Cremonese   | 8  | 10 | 4 | 0 | 6 | 15 | 25 |
| [ 92 ] | 4.   | Brescia     | 8  | 10 | 3 | 2 | 5 | 10 | 18 |
|        | 6.   | Modena      | 4  | 10 | 1 | 2 | 7 | 13 | 38 |

###### Verdetti
- Inter e Como qualificate alle semifinali nazionali.
- Cremonese, Brescia e Modena riammesse al termine della guerra.

##### Risultati
| Andata (1ª) | Andata (1ª) | Prima giornata        | Ritorno (6ª) | Ritorno (6ª) |
|             |             |                       |              |              |
| 4 ott.      | 2-1         | US Milanese-Cremonese | 4-5          | 13 dic.      |
| 4 ott.      | 3-2         | Como-Inter            | 0-6          | 8 nov.       |
| 4 ott.      | 3-1         | Brescia-Modena        | 1-1          | 8 nov.       |

| Andata (2ª) | Andata (2ª) | Seconda giornata  | Ritorno (7ª) | Ritorno (7ª) |
|             |             |                   |              |              |
| 11 ott.     | 8-0         | Inter-Modena      | 7-1          | 15 nov.      |
| 11 ott.     | 2-1         | Cremonese-Brescia | 0-2          | 15 nov.      |
| 11 ott.     | 2-2         | Como-US Milanese  | 3-3          | 15 nov.      |

| Andata (3ª) | Andata (3ª) | Terza giornata     | Ritorno (8ª) | Ritorno (8ª) |
|             |             |                    |              |              |
| 18 ott.     | 8-0         | Inter-Brescia      | 2-0          | 22 nov.      |
| 18 ott.     | 3-3         | Modena-US Milanese | 1-2          | 22 nov.      |
| 18 ott.     | 1-2         | Cremonese-Como     | 0-1          | 22 nov.      |

| Andata (4ª) | Andata (4ª) | Quarta giornata   | Ritorno (9ª) | Ritorno (9ª) |
|             |             |                   |              |              |
| 25 ott.     | 2-4         | US Milanese-Inter | 1-12         | 25 dic.      |
| 25 ott.     | 2-0         | Brescia-Como      | 0-2          | 29 nov.      |
| 25 ott.     | 0-1         | Modena-Cremonese  | 2-4          | 29 nov.      |

| Andata (5ª) | Andata (5ª) | Quinta giornata     | Ritorno (10ª) | Ritorno (10ª) |
|             |             |                     |               |               |
| 1 nov.      | 1-1         | Brescia-US Milanese | 0-1           | 6 dic.        |
| 1 nov.      | 1-5         | Cremonese-Inter     | 0-6           | 6 dic.        |
| 13 dic.     | 7-0         | Como-Modena         | 2-4           | 6 dic.        |

###### Tabellone
|             | BRE  | COM  | CRE  | INT  | MOD  | USM  |
| ----------- | ---- | ---- | ---- | ---- | ---- | ---- |
| Brescia     | –––– | 2-0  | 2-0  | 0-2  | 3-1  | 1-1  |
| Como        | 2-0  | –––– | 1-0  | 3-2  | 7-0  | 2-2  |
| Cremonese   | 2-1  | 1-2  | –––– | 1-5  | 4-2  | 5-4  |
| Inter       | 8-0  | 6-0  | 6-0  | –––– | 8-0  | 12-1 |
| Modena      | 1-1  | 4-2  | 0-1  | 1-7  | –––– | 3-3  |
| US Milanese | 1-0  | 3-3  | 2-1  | 2-4  | 2-1  | –––– |

#### Girone F

##### Classifica finale
|  | Pos. | Squadra  | Pt | G  | V | N | P | GF | GS |
|  | ---- | -------- | -- | -- | - | - | - | -- | -- |
|  | 1.   | Vicenza  | 16 | 10 | 8 | 0 | 2 | 43 | 13 |
|  | 2.   | Hellas   | 15 | 10 | 7 | 1 | 2 | 28 | 15 |
|  | 3.   | Venezia  | 12 | 10 | 4 | 4 | 2 | 23 | 18 |
|  | 4.   | Padova   | 7  | 10 | 3 | 1 | 6 | 23 | 37 |
|  | 5.   | Udine    | 6  | 10 | 2 | 2 | 6 | 15 | 24 |
|  | 6.   | Petrarca | 4  | 10 | 2 | 0 | 8 | 11 | 36 |

###### Verdetti
- Vicenza, Hellas e Venezia qualificate alle semifinali nazionali.
- Padova, Udine e Petrarca riammesse al termine della guerra.

##### Risultati
| Andata (1ª) | Andata (1ª) | Prima giornata   | Ritorno (6ª) | Ritorno (6ª) |
|             |             |                  |              |              |
| 4 ott.      | 1-3         | Padova-Vicenza   | 2-10         | 8 nov.       |
| 4 ott.      | 5-0         | Venezia-Petrarca | 2-0          | 8 nov.       |
| 4 ott.      | 2-0         | Hellas-Udine     | 0-3          | 8 nov.       |

| Andata (2ª) | Andata (2ª) | Seconda giornata | Ritorno (7ª) | Ritorno (7ª) |
|             |             |                  |              |              |
| 11 ott.     | 2-5         | Padova-Hellas    | 2-7          | 15 nov.      |
| 11 ott.     | 2-2         | Udine-Venezia    | 3-3          | 15 nov.      |
| 11 ott.     | 6-0         | Vicenza-Petrarca | 7-2          | 15 nov.      |

| Andata (3ª) | Andata (3ª) | Terza giornata  | Ritorno (8ª) | Ritorno (8ª) |
|             |             |                 |              |              |
| 18 ott.     | 1-5         | Petrarca-Hellas | 3-4          | 22 nov.      |
| 18 ott.     | 2-4         | Udine-Padova    | 1-4          | 22 nov.      |
| 18 ott.     | 6-1         | Vicenza-Venezia | 1-3          | 22 nov.      |

| Andata (4ª) | Andata (4ª) | Quarta giornata | Ritorno (9ª) | Ritorno (9ª) |
|             |             |                 |              |              |
| 25 ott.     | 2-1         | Petrarca-Udine  | 0-2          | 29 nov.      |
| 25 ott.     | 1-1         | Venezia-Padova  | 5-3          | 29 nov.      |
| 25 ott.     | 3-2         | Vicenza-Hellas  | 0-1          | 29 nov.      |

| Andata (5ª) | Andata (5ª) | Quinta giornata | Ritorno (10ª) | Ritorno (10ª) |
|             |             |                 |               |               |
| 1 nov.      | 2-0         | Padova-Petrarca | 2-3           | 6 dic.        |
| 1 nov.      | 0-2         | Udine-Vicenza   | 1-5           | 6 dic.        |
| 1 nov.      | 0-1         | Venezia-Hellas  | 1-1           | 6 dic.        |

###### Tabellone
|          | HEL  | PAD  | PET  | UDI  | VEN  | VIC  |
| -------- | ---- | ---- | ---- | ---- | ---- | ---- |
| Hellas   | –––– | 7-2  | 4-3  | 2-0  | 1-1  | 1-0  |
| Padova   | 2-5  | –––– | 2-0  | 4-1  | 3-5  | 1-3  |
| Petrarca | 1-5  | 3-2  | –––– | 2-1  | 0-2  | 2-7  |
| Udine    | 3-0  | 2-4  | 2-0  | –––– | 2-2  | 0-2  |
| Venezia  | 0-1  | 1-1  | 5-0  | 3-3  | –––– | 3-1  |
| Vicenza  | 3-2  | 10-2 | 6-0  | 5-1  | 6-1  | –––– |

### Semifinali nazionali

#### Squadre partecipanti
| Squadre liguri     | Squadre liguri  | Squadre liguri                             |
| ------------------ | --------------- | ------------------------------------------ |
| 1.                 | Andrea Doria    | 14ª partecipazione al campionato nazionale |
| 2.                 | Genoa           | 17ª partecipazione al campionato nazionale |
| Squadre piemontesi |                 |                                            |
| 3.                 | Alessandria     | 2ª partecipazione al campionato nazionale  |
| 4.                 | Casale          | 4ª partecipazione al campionato nazionale  |
| 5.                 | Juventus        | 16ª partecipazione al campionato nazionale |
| 6.                 | Novara          | 3ª partecipazione al campionato nazionale  |
| 7.                 | Pro Vercelli    | 8ª partecipazione al campionato nazionale  |
| 8.                 | Torino          | 8ª partecipazione al campionato nazionale  |
| 9.                 | Vigor Torino    | 1ª partecipazione al campionato nazionale  |
| Squadre lombarde   |                 |                                            |
| 10.                | Como            | 1ª partecipazione al campionato nazionale  |
| 11.                | Inter           | 7ª partecipazione al campionato nazionale  |
| 12.                | Juventus Italia | 1ª partecipazione al campionato nazionale  |
| 13.                | Milan           | 15ª partecipazione al campionato nazionale |
| Squadre venete     |                 |                                            |
| 14.                | Hellas          | 3ª partecipazione al campionato nazionale  |
| 15.                | Venezia         | 3ª partecipazione al campionato nazionale  |
| 16.                | Vicenza         | 4ª partecipazione al campionato nazionale  |

#### Girone A

##### Classifica finale
|  | Pos. | Squadra  | Pt | G | V | N | P | GF | GS |
|  | ---- | -------- | -- | - | - | - | - | -- | -- |
|  | 1.   | Genoa    | 10 | 6 | 5 | 0 | 1 | 25 | 5  |
|  | 2.   | Casale   | 8  | 6 | 4 | 0 | 2 | 9  | 9  |
|  | 3.   | Juventus | 6  | 6 | 3 | 0 | 3 | 13 | 15 |
|  | 4.   | Venezia  | 0  | 6 | 0 | 0 | 6 | 4  | 22 |

###### Verdetti
- Genoa qualificato al girone finale.

##### Risultati
| Andata (1ª) | Andata (1ª) | Prima giornata | Ritorno (4ª) | Ritorno (4ª) |
|             |             |                |              |              |
| 10 gen.     | 4-0         | Genoa-Juventus | 5-2          | 21 mar.      |
| 10 gen.     | 2-1         | Casale-Venezia | 1-0          | 21 feb.      |

| Andata (2ª) | Andata (2ª) | Seconda giornata | Ritorno (5ª) | Ritorno (5ª) |
|             |             |                  |              |              |
| 17 gen.     | 4-2         | Juventus-Casale  | 0-2          | 28 feb.      |
| 17 gen.     | 0-3         | Venezia-Genoa    | 1-9          | 28 feb.      |

| Andata (3ª) | Andata (3ª) | Terza giornata   | Ritorno (6ª) | Ritorno (6ª) |
|             |             |                  |              |              |
| 7 feb.      | 3-0         | Genoa-Casale     | 1-2          | 7 mar.       |
| 7 feb.      | 2-0         | Juventus-Venezia | 5-2          | 7 mar.       |

###### Tabellone
|          | CAS  | GEN  | JUV  | VEN  |
| -------- | ---- | ---- | ---- | ---- |
| Casale   | –––– | 2-1  | 2-0  | 2-1  |
| Genoa    | 3-0  | –––– | 4-0  | 9-1  |
| Juventus | 4-2  | 2-5  | –––– | 2-0  |
| Venezia  | 0-1  | 0-3  | 2-5  | –––– |

#### Girone B

##### Classifica finale
|  | Pos. | Squadra      | Pt | G | V | N | P | GF | GS |
|  | ---- | ------------ | -- | - | - | - | - | -- | -- |
|  | 1.   | Milan        | 9  | 6 | 4 | 1 | 1 | 9  | 6  |
|  | 2.   | Alessandria  | 7  | 6 | 3 | 1 | 2 | 7  | 5  |
|  | 3.   | Vigor Torino | 4  | 6 | 2 | 0 | 4 | 9  | 10 |
|  | 3.   | Novara       | 4  | 6 | 2 | 0 | 4 | 9  | 13 |

###### Verdetti
- Milan qualificato al girone finale.

##### Risultati
| Andata (1ª) | Andata (1ª) | Prima giornata    | Ritorno (4ª) | Ritorno (4ª) |
|             |             |                   |              |              |
| 10 gen.     | 2-0         | Alessandria-Vigor | 1-0          | 21 mar.      |
| 10 gen.     | 1-2         | Novara-Milan      | 1-2          | 21 mar.      |

| Andata (2ª) | Andata (2ª) | Seconda giornata  | Ritorno (5ª) | Ritorno (5ª) |
|             |             |                   |              |              |
| 17 gen.     | 2-1         | Milan-Alessandria | 0-0          | 28 mar.      |
| 17 gen.     | 3-2         | Novara-Vigor      | 1-4          | 28 mar.      |

| Andata (3ª) | Andata (3ª) | Terza giornata     | Ritorno (6ª) | Ritorno (6ª) |
|             |             |                    |              |              |
| 7 feb.      | 2-0         | Alessandria-Novara | 1-3          | 14 mar.      |
| 7 feb.      | 2-0         | Milan-Vigor        | 1-3          | 7 mar.       |

###### Tabellone
|             | ALE  | MIL  | NOV  | VIG  |
| ----------- | ---- | ---- | ---- | ---- |
| Alessandria | –––– | 0-0  | 2-0  | 2-0  |
| Milan       | 2-1  | –––– | 2-1  | 2-0  |
| Novara      | 3-1  | 1-2  | –––– | 3-2  |
| Vigor       | 0-1  | 3-1  | 4-1  | –––– |

#### Girone C

##### Classifica finale
|  | Pos. | Squadra      | Pt | G | V | N | P | GF | GS |
|  | ---- | ------------ | -- | - | - | - | - | -- | -- |
|  | 1.   | Torino       | 12 | 6 | 6 | 0 | 0 | 18 | 3  |
|  | 2.   | Pro Vercelli | 8  | 6 | 4 | 0 | 2 | 12 | 6  |
|  | 3.   | Hellas       | 2  | 6 | 1 | 0 | 5 | 10 | 16 |
|  | 3.   | Como         | 2  | 6 | 1 | 0 | 5 | 4  | 19 |

###### Verdetti
- Torino qualificato al girone finale.

##### Risultati
| Andata (1ª) | Andata (1ª) | Prima giornata    | Ritorno (4ª) | Ritorno (4ª) |
|             |             |                   |              |              |
| 14 mar.     | 5-0         | Pro Vercelli-Como | 1-0          | 28 mar.      |
| 10 gen.     | 3-1         | Torino-Hellas     | 4-1          | 28 mar.      |

| Andata (2ª) | Andata (2ª) | Seconda giornata    | Ritorno (5ª) | Ritorno (5ª) |
|             |             |                     |              |              |
| 21 mar.     | 1-5         | Como-Torino         | 0-2          | 4 apr.       |
| 17 gen.     | 2-3         | Hellas-Pro Vercelli | 0-3          | 21 mar.      |

| Andata (3ª) | Andata (3ª) | Terza giornata      | Ritorno (6ª) | Ritorno (6ª) |
|             |             |                     |              |              |
| 7 feb.      | 3-0         | Como-Hellas         | 0-6          | 7 mar.       |
| 7 feb.      | 3-0         | Torino-Pro Vercelli | 1-0          | 7 mar.       |

###### Tabellone
|              | COM  | HEL  | PRO  | TOR  |
| ------------ | ---- | ---- | ---- | ---- |
| Como         | –––– | 3-0  | 0-1  | 1-5  |
| Hellas       | 6-0  | –––– | 2-3  | 1-4  |
| Pro Vercelli | 5-0  | 3-0  | –––– | 0-1  |
| Torino       | 2-0  | 3-1  | 3-0  | –––– |

#### Girone D

##### Classifica finale
|  | Pos. | Squadra         | Pt | G | V | N | P | GF | GS |
|  | ---- | --------------- | -- | - | - | - | - | -- | -- |
|  | 1.   | Inter           | 9  | 6 | 4 | 1 | 1 | 27 | 2  |
|  | 2.   | Andrea Doria    | 7  | 6 | 3 | 1 | 2 | 11 | 10 |
|  | 3.   | Vicenza         | 5  | 6 | 2 | 1 | 3 | 8  | 23 |
|  | 4.   | Juventus Italia | 3  | 6 | 1 | 1 | 4 | 6  | 17 |

###### Verdetti
- Inter qualificata al girone finale.

##### Risultati
| Andata (1ª) | Andata (1ª) | Prima giornata               | Ritorno (4ª) | Ritorno (4ª) |
|             |             |                              |              |              |
| 10 gen.     | 16-0        | Inter-Vicenza                | 0-0          | 21 feb.      |
| 10 gen.     | 1-1         | Juventus Italia-Andrea Doria | 2-4          | 28 mar.      |

| Andata (2ª) | Andata (2ª) | Seconda giornata        | Ritorno (5ª) | Ritorno (5ª) |
|             |             |                         |              |              |
| 17 gen.     | 1-0         | Andrea Doria-Inter      | 0-3          | 28 feb.      |
| 14 mar.     | 4-0         | Vicenza-Juventus Italia | 0-2          | 28 feb.      |

| Andata (3ª) | Andata (3ª) | Terza giornata        | Ritorno (6ª) | Ritorno (6ª) |
|             |             |                       |              |              |
| 21 mar.     | 1-4         | Juventus Italia-Inter | 0-4          | 7 mar.       |
| 7 feb.      | 4-3         | Vicenza-Andrea Doria  | 0-2          | 7 mar.       |

###### Tabellone
|                 | AND  | INT  | JUI  | VIC  |
| --------------- | ---- | ---- | ---- | ---- |
| Andrea Doria    | –––– | 1-0  | 4-2  | 2-0  |
| Inter           | 3-0  | –––– | 4-0  | 16-0 |
| Juventus Italia | 1-1  | 1-4  | –––– | 2-0  |
| Vicenza         | 4-3  | 0-0  | 4-0  | –––– |

### Girone finale Nord

#### Classifica finale
|  | Pos. | Squadra | Pt | G | V | N | P | GF | GS |
|  | ---- | ------- | -- | - | - | - | - | -- | -- |
|  | 1.   | Genoa   | 7  | 5 | 3 | 1 | 1 | 13 | 11 |
|  | 2.   | Torino  | 5  | 5 | 1 | 3 | 1 | 11 | 7  |
|  | 2.   | Inter   | 5  | 5 | 2 | 1 | 2 | 11 | 12 |
|  | 4.   | Milan   | 3  | 5 | 0 | 3 | 2 | 4  | 9  |

##### Verdetti
- Girone finale Nord non completato per la sopraggiunta sospensione bellica.

#### Risultati
| Andata (1ª) | Andata (1ª) | Prima giornata | Ritorno (4ª) | Ritorno (4ª) |
|             |             |                |              |              |
| 18 apr.     | 1-1         | Milan-Genoa    | 0-3          | 9 mag.       |
| 18 apr.     | 2-2         | Torino-Inter   | 1-2          | 9 mag.       |

| Andata (2ª) | Andata (2ª) | Seconda giornata | Ritorno (5ª) | Ritorno (5ª) |
|             |             |                  |              |              |
| 25 apr.     | 5-3         | Genoa-Inter      | 3-1          | 16 mag.      |
| 25 apr.     | 1-1         | Milan-Torino     | 1-1          | 16 mag.      |

| Andata (3ª) | Andata (3ª) | Terza giornata | Ritorno (6ª) | Ritorno (6ª) |
|             |             |                |              |              |
| 2 mag.      | 3-1         | Inter-Milan    | n.d.         | 23 mag.      |
| 2 mag.      | 6-1         | Torino-Genoa   | n.d.         | 23 mag.      |

##### Tabellone
|        | GEN  | INT  | MIL  | TOR  |
| ------ | ---- | ---- | ---- | ---- |
| Genoa  | –––– | 5-3  | 3-0  | -    |
| Inter  | 1-3  | –––– | 3-1  | 2-1  |
| Milan  | 1-1  | -    | –––– | 1-1  |
| Torino | 6-1  | 2-2  | 1-1  | –––– |

## Torneo centro-meridionale

### Sezione toscana

#### Squadre partecipanti
| Club               | Stagione | Città   | Stadio                     | Stagione precedente                   |
| ------------------ | -------- | ------- | -------------------------- | ------------------------------------- |
| Firenze FBC        | dettagli | Firenze | Prato del Quercione        | 2º nel girone toscano di 1ª Categoria |
| Itala Firenze      | dettagli | Firenze | Ritirata dopo l'iscrizione | 5ª nel girone toscano di 1ª Categoria |
| Libertas Firenze   | dettagli | Firenze | Parco delle Cascine        | 4ª nel girone toscano di 1ª Categoria |
| Lucca              | dettagli | Lucca   | Campo di Sant'Anna         | 7º nel girone toscano di 1ª Categoria |
| Pisa               | dettagli | Pisa    | Campo dell'Abetone         | 6º nel girone toscano di 1ª Categoria |
| Prato              | dettagli | Prato   | -                          | 8º nel girone toscano di 1ª Categoria |
| SPES Livorno       | dettagli | Livorno | -                          | 3ª nelle finali del Centro-sud        |
| Virtus Juventusque | dettagli | Livorno | -                          | 3ª nel girone toscano di 1ª Categoria |

#### Classifica finale
|  | Pos. | Squadra            | Pt | G  | V | N | P  | GF | GS |
|  | ---- | ------------------ | -- | -- | - | - | -- | -- | -- |
|  | 1.   | Pisa               | 20 | 12 | 9 | 2 | 1  | 40 | 11 |
|  | 2.   | Lucca              | 16 | 12 | 7 | 2 | 3  | 23 | 11 |
|  | 3.   | Libertas Firenze   | 15 | 12 | 6 | 3 | 3  | 28 | 21 |
|  | 4.   | Firenze FBC        | 14 | 12 | 6 | 2 | 4  | 15 | 14 |
|  | 5.   | SPES Livorno       | 9  | 12 | 3 | 3 | 6  | 13 | 18 |
|  | 6.   | Virtus Juventusque | 7  | 12 | 2 | 3 | 7  | 15 | 27 |
|  | 7.   | Prato              | 2  | 12 | 1 | 0 | 11 | 4  | 36 |
|  | ---  | Itala Firenze      | -  | -  | - | - | -  | -  | -  |

##### Verdetti
- Pisa e Lucca qualificate alle semifinali dell'Italia centrale.
- Virtus Juventusque fusasi il 14 febbraio con la SPES Livorno fondando l'US Livorno.
- Itala Firenze ritiratasi prima dell'inizio del campionato e rinunciataria alla categoria.[97]

Nota
- La qualificazione al turno successivo era inizialmente prevista per la sola capolista del girone.[13][14] Con due delibere a eliminatorie in corso, la seconda classificata venne ammessa alle semifinali per allargamento dei quadri.[18][20]

#### Risultati

##### Calendario
| andata (1ª) | andata (1ª) | Prima giornata             | ritorno (8ª) | ritorno (8ª) |
|             |             |                            |              |              |
| 1° nov.     | 8-1         | Libertas-Prato             | 2-0          | 20 dic.      |
| 1° nov.     | 3-0         | Pisa-SPES                  | 1-1          | 20 dic.      |
| 1° nov.     | 1-1         | Virtus Juventusque-Firenze | 1-4          | 20 dic.      |

| andata (2ª) | andata (2ª) | Seconda giornata | ritorno (9ª) | ritorno (9ª) |
|             |             |                  |              |              |
| 8 nov.      | 2-0         | Firenze-SPES     | 2-0          | 3 gen.       |
| 8 nov.      | 4-2         | Libertas-Lucca   | 1-2          | 3 gen.       |
| 8 nov.      | 5-0         | Pisa-Prato       | 2-0          | 3 gen.       |

| andata (3ª) | andata (3ª) | Terza giornata          | ritorno (10ª) | ritorno (10ª) |
|             |             |                         |               |               |
| 15 nov.     | 0-1         | Lucca-Firenze           | 0-2           | 7 mar.        |
| 15 nov.     | 2-1         | Pisa-Virtus Juventusque | 6-4           | 10 gen.       |
| 15 nov.     | 2-2         | Spes-Libertas           | 1-3           | 10 gen.       |

| andata (4ª) | andata (4ª) | Quarta giornata          | ritorno (11ª) | ritorno (11ª) |
|             |             |                          |               |               |
| 22 nov.     | 0-0         | Virtus Juventusque-Lucca | 0-3           | 17 gen.       |
| 22 nov.     | 1-6         | Libertas-Pisa            | 1-5           | 17 gen.       |
| 22 nov.     | 2-1         | Prato-Firenze            | 0-2           | 17 gen.       |

| andata (5ª) | andata (5ª) | Quinta giornata          | ritorno (12ª) | ritorno (12ª) |
|             |             |                          |               |               |
| 29 nov.     | 0-3         | Firenze-Pisa             | 0-5           | 24 gen.       |
| 29 nov.     | 1-2         | Prato-Virtus Juventusque | 0-2           | 24 gen.       |
| 29 nov.     | 1-1         | SPES-Lucca               | 0-2           | 24 gen.       |

| andata (6ª) | andata (6ª) | Sesta giornata          | ritorno (13ª) | ritorno (13ª) |
|             |             |                         |               |               |
| 6 dic.      | 2-0         | Libertas-Firenze        | 0-0           | 14 mar.       |
| 6 dic.      | 6-0         | Lucca-Prato             | 2-0           | 31 gen.       |
| 6 dic.      | 4-2         | SPES-Virtus Juventusque | n.d.          | 31 gen.       |

| andata (7ª) | andata (7ª) | Settima giornata            | ritorno (14ª) | ritorno (14ª) |
|             |             |                             |               |               |
| 13 dic.     | 2-1         | Lucca-Pisa                  | 1-1           | 7 feb.        |
| 13 dic.     | 2-2         | Virtus Juventusque-Libertas | 0-2           | 7 feb.        |
| 13 dic.     | 0-2         | Prato-SPES                  | 0-2           | 7 feb.        |

| andata (1ª) | andata (1ª) | Prima giornata             | ritorno (8ª) | ritorno (8ª) |
|             |             |                            |              |              |
| 1° nov.     | 8-1         | Libertas-Prato             | 2-0          | 20 dic.      |
| 1° nov.     | 3-0         | Pisa-SPES                  | 1-1          | 20 dic.      |
| 1° nov.     | 1-1         | Virtus Juventusque-Firenze | 1-4          | 20 dic.      |

| andata (2ª) | andata (2ª) | Seconda giornata | ritorno (9ª) | ritorno (9ª) |
|             |             |                  |              |              |
| 8 nov.      | 2-0         | Firenze-SPES     | 2-0          | 3 gen.       |
| 8 nov.      | 4-2         | Libertas-Lucca   | 1-2          | 3 gen.       |
| 8 nov.      | 5-0         | Pisa-Prato       | 2-0          | 3 gen.       |

| andata (3ª) | andata (3ª) | Terza giornata          | ritorno (10ª) | ritorno (10ª) |
|             |             |                         |               |               |
| 15 nov.     | 0-1         | Lucca-Firenze           | 0-2           | 7 mar.        |
| 15 nov.     | 2-1         | Pisa-Virtus Juventusque | 6-4           | 10 gen.       |
| 15 nov.     | 2-2         | Spes-Libertas           | 1-3           | 10 gen.       |

| andata (4ª) | andata (4ª) | Quarta giornata          | ritorno (11ª) | ritorno (11ª) |
|             |             |                          |               |               |
| 22 nov.     | 0-0         | Virtus Juventusque-Lucca | 0-3           | 17 gen.       |
| 22 nov.     | 1-6         | Libertas-Pisa            | 1-5           | 17 gen.       |
| 22 nov.     | 2-1         | Prato-Firenze            | 0-2           | 17 gen.       |

| andata (5ª) | andata (5ª) | Quinta giornata          | ritorno (12ª) | ritorno (12ª) |
|             |             |                          |               |               |
| 29 nov.     | 0-3         | Firenze-Pisa             | 0-5           | 24 gen.       |
| 29 nov.     | 1-2         | Prato-Virtus Juventusque | 0-2           | 24 gen.       |
| 29 nov.     | 1-1         | SPES-Lucca               | 0-2           | 24 gen.       |

| andata (6ª) | andata (6ª) | Sesta giornata          | ritorno (13ª) | ritorno (13ª) |
|             |             |                         |               |               |
| 6 dic.      | 2-0         | Libertas-Firenze        | 0-0           | 14 mar.       |
| 6 dic.      | 6-0         | Lucca-Prato             | 2-0           | 31 gen.       |
| 6 dic.      | 4-2         | SPES-Virtus Juventusque | n.d.          | 31 gen.       |

| andata (7ª) | andata (7ª) | Settima giornata            | ritorno (14ª) | ritorno (14ª) |
|             |             |                             |               |               |
| 13 dic.     | 2-1         | Lucca-Pisa                  | 1-1           | 7 feb.        |
| 13 dic.     | 2-2         | Virtus Juventusque-Libertas | 0-2           | 7 feb.        |
| 13 dic.     | 0-2         | Prato-SPES                  | 0-2           | 7 feb.        |

##### Tabellone
|                    | CSF  | LIB  | LUC  | PIS  | PRA  | SPE  | VIR  |
| ------------------ | ---- | ---- | ---- | ---- | ---- | ---- | ---- |
| CS Firenze         | –––– | 0-0  | 2-0  | 0-3  | 2-0  | 2-0  | 4-1  |
| Libertas Firenze   | 2-0  | –––– | 4-2  | 1-6  | 8-1  | 3-1  | 2-0  |
| Lucca              | 0-1  | 2-1  | –––– | 2-1  | 6-0  | 2-0  | 3-0  |
| Pisa               | 5-0  | 5-1  | 1-1  | –––– | 5-0  | 3-0  | 2-1  |
| Prato              | 2-1  | 0-2  | 0-2  | 0-2  | –––– | 0-2  | 1-2  |
| SPES Livorno       | 0-2  | 2-2  | 1-1  | 1-1  | 2-0  | –––– | 4-2  |
| Virtus Juventusque | 1-1  | 2-2  | 0-2  | 4-6  | 2-0  | nd   | –––– |

### Sezione laziale

#### Squadre partecipanti
| Club          | Stagione | Città | Stadio                     | Stagione precedente                   |
| ------------- | -------- | ----- | -------------------------- | ------------------------------------- |
| Audace Roma   | dettagli | Roma  | Stadio Nazionale           | 5ª nel girone laziale di 1ª Categoria |
| Fortitudo     | dettagli | Roma  | Campo "Madonna del Riposo" | 4ª nel girone laziale di 1ª Categoria |
| Juventus Roma | dettagli | Roma  | Campo della Farnesina      | 3ª nel girone laziale di 1ª Categoria |
| Lazio         | dettagli | Roma  | Stadio della Rondinella    | 1ª nelle finali del Centro-sud        |
| Pro Roma      | dettagli | Roma  | Campo della piramide       | 6ª nel girone laziale di 1ª Categoria |
| Roman         | dettagli | Roma  | Campo due Pini             | 2º nel girone laziale di 1ª Categoria |

#### Classifica finale
|  | Pos. | Squadra       | Pt | G  | V | N | P | GF | GS |
|  | ---- | ------------- | -- | -- | - | - | - | -- | -- |
|  | 1.   | Roman         | 18 | 10 | 9 | 0 | 1 | 42 | 13 |
|  | 2.   | Lazio         | 15 | 10 | 7 | 1 | 2 | 39 | 14 |
|  | 3.   | Audace Roma   | 11 | 10 | 5 | 1 | 4 | 25 | 18 |
|  | 4.   | Fortitudo     | 6  | 10 | 3 | 0 | 7 | 12 | 35 |
|  | 5.   | Juventus Roma | 5  | 10 | 2 | 1 | 7 | 14 | 31 |
|  | 6.   | Pro Roma      | 5  | 10 | 2 | 1 | 7 | 17 | 38 |

##### Verdetti
- Roman e Lazio qualificate alle semifinali dell'Italia centrale.

Nota
- La qualificazione al turno successivo era inizialmente prevista per la sola capolista del girone.[13][14] Con due delibere a eliminatorie in corso, la seconda classificata venne ammessa alle semifinali per allargamento dei quadri.[18][20]

#### Risultati
| andata (1ª) | andata (1ª) | Prima giornata     | ritorno (6ª) | ritorno (6ª) |
|             |             |                    |              |              |
| 1° nov.     | 2-4         | Fortitudo-Juventus | 3-2          | 6 dic.       |
| 1° nov.     | 3-2         | Lazio-Audace Roma  | 0-3          | 28 feb.      |
| 1° nov.     | 6-2         | Roman-Pro Roma     | 7-3          | 6 dic.       |

| andata (2ª) | andata (2ª) | Seconda giornata          | ritorno (7ª) | ritorno (7ª) |
|             |             |                           |              |              |
| 8 nov.      | 1-4         | Juventus Roma-Audace Roma | 0-5          | 13 dic.      |
| 8 nov.      | 1-8         | Pro Roma-Lazio            | 2-5          | 13 dic.      |
| 8 nov.      | 4-0         | Roman-Fortitudo           | 5-0          | 13 dic.      |

| andata (3ª) | andata (3ª) | Terza giornata      | ritorno (8ª) | ritorno (8ª) |
|             |             |                     |              |              |
| 17 gen.     | 1-5         | Audace Roma-Roman   | 1-3          | 20 dic.      |
| 15 nov.     | 3-2         | Fortitudo-Pro Roma  | 0-2          | 20 dic.      |
| 15 nov.     | 5-0         | Lazio-Juventus Roma | 1-1          | 20 dic.      |

| andata (4ª) | andata (4ª) | Quarta giornata        | ritorno (9ª) | ritorno (9ª) |
|             |             |                        |              |              |
| 21 feb.     | 2-4         | Audace Roma-Fortitudo  | 3-1          | 7 mar.       |
| 17 gen.     | 1-4         | Juventus Roma-Pro Roma | 4-1          | 3 gen.       |
| 22 nov.     | 2-5         | Lazio-Roman            | 4-0          | 3 gen.       |

| andata (5ª) | andata (5ª) | Quinta giornata      | ritorno (10ª) | ritorno (10ª) |
|             |             |                      |               |               |
| 29 nov.     | 0-4         | Fortitudo-Lazio      | 0-7           | 21 mar.       |
| 29 nov.     | 1-1         | Pro Roma-Audace Roma | 0-3           | 14 mar.       |
| 29 nov.     | 3-0         | Roman-Juventus Roma  | 4-1           | 10 gen.       |

| andata (1ª) | andata (1ª) | Prima giornata     | ritorno (6ª) | ritorno (6ª) |
|             |             |                    |              |              |
| 1° nov.     | 2-4         | Fortitudo-Juventus | 3-2          | 6 dic.       |
| 1° nov.     | 3-2         | Lazio-Audace Roma  | 0-3          | 28 feb.      |
| 1° nov.     | 6-2         | Roman-Pro Roma     | 7-3          | 6 dic.       |

| andata (2ª) | andata (2ª) | Seconda giornata          | ritorno (7ª) | ritorno (7ª) |
|             |             |                           |              |              |
| 8 nov.      | 1-4         | Juventus Roma-Audace Roma | 0-5          | 13 dic.      |
| 8 nov.      | 1-8         | Pro Roma-Lazio            | 2-5          | 13 dic.      |
| 8 nov.      | 4-0         | Roman-Fortitudo           | 5-0          | 13 dic.      |

| andata (3ª) | andata (3ª) | Terza giornata      | ritorno (8ª) | ritorno (8ª) |
|             |             |                     |              |              |
| 17 gen.     | 1-5         | Audace Roma-Roman   | 1-3          | 20 dic.      |
| 15 nov.     | 3-2         | Fortitudo-Pro Roma  | 0-2          | 20 dic.      |
| 15 nov.     | 5-0         | Lazio-Juventus Roma | 1-1          | 20 dic.      |

| andata (4ª) | andata (4ª) | Quarta giornata        | ritorno (9ª) | ritorno (9ª) |
|             |             |                        |              |              |
| 21 feb.     | 2-4         | Audace Roma-Fortitudo  | 3-1          | 7 mar.       |
| 17 gen.     | 1-4         | Juventus Roma-Pro Roma | 4-1          | 3 gen.       |
| 22 nov.     | 2-5         | Lazio-Roman            | 4-0          | 3 gen.       |

| andata (5ª) | andata (5ª) | Quinta giornata      | ritorno (10ª) | ritorno (10ª) |
|             |             |                      |               |               |
| 29 nov.     | 0-4         | Fortitudo-Lazio      | 0-7           | 21 mar.       |
| 29 nov.     | 1-1         | Pro Roma-Audace Roma | 0-3           | 14 mar.       |
| 29 nov.     | 3-0         | Roman-Juventus Roma  | 4-1           | 10 gen.       |

##### Tabellone
|               | AUD  | FOR  | JUR  | LAZ  | PRO  | ROM  |
| ------------- | ---- | ---- | ---- | ---- | ---- | ---- |
| Audace Roma   | –––– | 2-4  | 5-0  | 3-0  | 3-0  | 1-5  |
| Fortitudo     | 1-3  | –––– | 1-4  | 0-4  | 3-2  | 0-4  |
| Juventus Roma | 1-4  | 2-3  | –––– | 1-1  | 1-4  | 1-4  |
| Lazio         | 3-2  | 7-0  | 5-0  | –––– | 5-2  | 2-5  |
| Pro Roma      | 1-1  | 2-0  | 1-4  | 1-8  | –––– | 3-7  |
| Roman         | 3-1  | 5-0  | 3-0  | 0-4  | 6-1  | –––– |

### Semifinali dell'Italia centrale

#### Classifica finale
|  | Pos. | Squadra | Pt | G | V | N | P | GF | GS |
|  | ---- | ------- | -- | - | - | - | - | -- | -- |
|  | 1.   | Lazio   | 10 | 6 | 5 | 0 | 1 | 15 | 9  |
|  | 2.   | Pisa    | 8  | 6 | 4 | 0 | 2 | 15 | 13 |
|  | 3.   | Roman   | 6  | 6 | 3 | 0 | 3 | 14 | 9  |
|  | 4.   | Lucca   | 0  | 6 | 0 | 0 | 6 | 3  | 16 |

##### Verdetti
- Lazio Campione dell'Italia centrale e qualificata alla finale del Centro-sud.

#### Risultati
| andata (1ª) | andata (1ª) | Prima giornata | ritorno (4ª) | ritorno (4ª) |
|             |             |                |              |              |
| 11 apr.     | 4-0         | Pisa-Lazio     | 2-4          | 2 mag.       |
| 11 apr.     | 3-0         | Roman-Lucca    | 2-0          | 2 mag.       |

| andata (2ª) | andata (2ª) | Seconda giornata | ritorno (5ª) | ritorno (5ª) |
|             |             |                  |              |              |
| 18 apr.     | 2-1         | Lazio-Roman      | 5-1          | 9 mag.       |
| 18 apr.     | 2-3         | Lucca-Pisa       | 0-4          | 9 mag.       |

| andata (3ª) | andata (3ª) | Terza giornata | ritorno (6ª) | ritorno (6ª) |
|             |             |                |              |              |
| 25 apr.     | 1-2         | Lucca-Lazio    | 0-2          | 16 mag.      |
| 25 apr.     | 7-0         | Roman-Pisa     | 0-2          | 16 mag.      |

| andata (1ª) | andata (1ª) | Prima giornata | ritorno (4ª) | ritorno (4ª) |
|             |             |                |              |              |
| 11 apr.     | 4-0         | Pisa-Lazio     | 2-4          | 2 mag.       |
| 11 apr.     | 3-0         | Roman-Lucca    | 2-0          | 2 mag.       |

| andata (2ª) | andata (2ª) | Seconda giornata | ritorno (5ª) | ritorno (5ª) |
|             |             |                  |              |              |
| 18 apr.     | 2-1         | Lazio-Roman      | 5-1          | 9 mag.       |
| 18 apr.     | 2-3         | Lucca-Pisa       | 0-4          | 9 mag.       |

| andata (3ª) | andata (3ª) | Terza giornata | ritorno (6ª) | ritorno (6ª) |
|             |             |                |              |              |
| 25 apr.     | 1-2         | Lucca-Lazio    | 0-2          | 16 mag.      |
| 25 apr.     | 7-0         | Roman-Pisa     | 0-2          | 16 mag.      |

Nota
- Alcuni almanacchi affermano erroneamente che il girone fu sospeso a una giornata dalla fine.[100]

### Semifinali dell'Italia meridionale

#### Squadre partecipanti
| Club                  | Stagione | Città  | Stadio          | Stagione precedente                   |
| --------------------- | -------- | ------ | --------------- | ------------------------------------- |
| Internazionale Napoli | dettagli | Napoli | Terme di Agnano | 2° nelle finali del Centro-sud        |
| Naples                | dettagli | Napoli | Terme di Agnano | 2º nel girone campano di 1ª Categoria |

#### Risultati
|                       | Risultati        |                       | Luogo e data           |
| --------------------- | ---------------- | --------------------- | ---------------------- |
| Internazionale Napoli | 3-0              | Naples                | Napoli, 16 maggio 1915 |
| Naples                | 4-1 (invalidato) | Internazionale Napoli | Napoli, 23 maggio 1915 |
|                       |                  |                       |                        |

Nota
- Le partite del 18 e del 25 aprile (Internazionale-Naples 4-1 e Naples-Internazionale 1-1) furono annullate e fatte ripetere il 16 e il 23 maggio per irregolarità nel tesseramento dei giocatori Pellizzoni e Steiger dell'Internazionale.[24] I due match si conclusero con un successo a testa, fatto che in teoria avrebbe reso obbligatorio uno spareggio per determinare la finalista del torneo centro-meridionale:[37] tuttavia, secondo fonti dell'epoca, la sfida del 23 maggio vinta dal Naples non fu omologata e, stante la sospensione definitiva del campionato, l'Internazionale Napoli sarebbe stata proclamata campione campana.[50]

### Finali dell'Italia centro-meridionale
Non disputate per la sospensione bellica, che impedì il completamento delle finali meridionali fra Internazionale Napoli e Naples e la stessa disputa della finale tra il campione meridionale e la Lazio.
Nota
- La Lazio viene definita vincitrice del Campionato dell'Italia centro-meridionale in alcune testate sportive romane dell'epoca (fra cui l'organo ufficiale societario).[51] Non risultano tuttavia reperibili documenti federali a corredo di tale affermazione.[8]

## Verdetti
| Genoa campione d'Italia 1914-15 |

| Per decisione postbellica della FIGC |

### Squadra campione
- Giacomo Rolla
- Claudio Casanova II
- Renzo De Vecchi
- Pietro Pella
- Alessandro Magni
- Ettore Leale
- Percy Walsingham
- Felice Berardo
- Enrico Sardi I
- Aristodemo Santamaria
- Edoardo Mariani
- Allenatore: William Garbutt